# Grand-Prix-Saison 1933

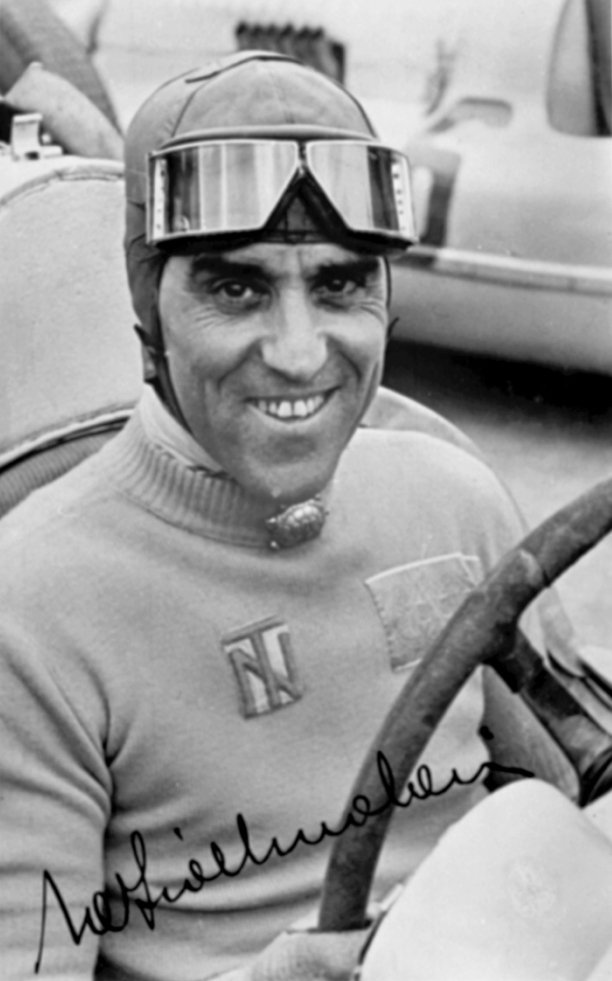
Der erfolgreichste Fahrer der Saison 1933: Tazio Nuvolari.

In der Grand-Prix-Saison 1933 schrieb der AIACR im Gegensatz zu den beiden vorangegangenen Jahren keine Grand-Prix-Europameisterschaft aus.
In der Saison wurden fünf Grandes Épreuves veranstaltet, zu denen neben den Großen Preisen von Frankreich in Linas-Montlhéry, Belgien in Spa-Francorchamps, Italien in Monza und Spanien in Lasarte zum ersten Mal auch der Große Preis von Monaco gehörte. Damit fanden erstmals seit 1927 wieder mehr als drei und zum ersten Mal fünf solche Veranstaltungen statt. Die wesentlichste Änderung in den Regularien war die Vorgabe einer Mindestdistanz von 500 km für die Rennen (statt einer Mindestdauer von fünf Stunden). Für die Rennwagen herrschte dagegen weiterhin praktisch völlige konstruktive Freiheit.
Bei alleiniger Betrachtung der Ergebnisse der offiziellen Internationalen Großen Preise verlief die Saison mit je zwei Siegen für Alfa Romeo und Maserati und einem Erfolg für Bugatti relativ ausgeglichen, wobei kein Fahrer mehr als eines dieser fünf Rennen gewinnen konnte. In den zehn weiteren international bedeutsamen Veranstaltungen der Saison sowie den 21 auf nationaler oder regionaler Ebene durchgeführten Rennen dominierten Alfa Romeo und Tazio Nuvolari jeweils deutlich. Neben seinen sieben Saisonsiegen gewann der Italiener zusammen mit seinem Beifahrer Decimo Compagnoni auch die Mille Miglia und gemeinsam mit Raymond Sommer die 24 Stunden von Le Mans.
Am 10. September 1933 kam es im Rennen um den Großen Preis von Monza zu zwei schweren Unfällen, bei denen die beiden italienischen Spitzenpiloten Giuseppe Campari und Mario Umberto Borzacchini sowie der Pole Stanisław Czaykowski ums Leben kamen. Die Veranstaltung ging daraufhin als „Schwarzer Sonntag von Monza“ in die Grand-Prix-Geschichte ein.

## Reglement
Die in der Internationalen Grand-Prix-Rennformel niedergelegten Bestimmungen für die Austragung der offiziellen Grand-Prix-Rennen waren gegenüber 1932 kaum verändert worden. Lediglich statt der Mindestdauer von fünf Stunden wurde eine minimale Renndistanz von 500 km festgeschrieben, was im Schnitt zu einer erneuten Verkürzung der Rennen führte. Für die Rennwagen bestanden weiterhin nur geringe technische Restriktionen. Die Mindestgröße der Motoren betrug 1100 cm³. Der erlaubte Kraftstoff musste handelsüblich sein, ihm durften maximal 30 % Benzol beigemischt werden. Das Chassis zweisitziger Fahrzeuge musste mindestens 100 cm breit sein, einsitzige Rennwagen („Monopostos“) durften auch schmäler gebaut werden. An Bord der Wagen war während des Rennens allein der Fahrer ohne Copilot oder Mechaniker zugelassen, Fahrerwechsel waren nur in den Boxen erlaubt. Während der Boxenstopps durften neben dem Fahrer nur zwei Mechaniker am Fahrzeug arbeiten, der Motor musste dabei abgestellt werden. Auf der Strecke durfte der Fahrer keine Hilfe von außen annehmen.
Beim Grand Prix von Monaco wurden zum ersten Mal in Europa die Startpositionen anhand der Trainingszeiten vergeben. Der Grand Prix de la Marne in Reims-Gueux folgte diesem Beispiel.

## Saisonbericht
Selten kam es in einer Saison zu so vielen dramatischen Ereignissen auf und neben den Grand-Prix-Strecken wie in der Saison 1933. Das begann zu Jahresbeginn mit der Eingliederung der ohnehin bereits völlig von öffentlichen Rüstungsaufträgen abhängigen Alfa-Romeo-Werke in den staatlichen IRI-Konzern, woraufhin umgehend die Auflösung des offiziellen Rennteams verkündet wurde. Mit Tazio Nuvolari und Mario Umberto Borzacchini fanden daraufhin zwei der bisherigen Werksfahrer Aufnahme bei der Scuderia Ferrari, wo man als langjähriger Partner Alfa Romeos im Rennsport jedoch vergeblich auf die Freigabe der aktuellen Monopostos Alfa Romeo Tipo B hoffte, die die Rennsaison 1932 absolut dominiert hatten. So musste das Team notgedrungen auf seine eigenen, zwei Jahre alten Zweisitzer Alfa Romeo 8C 2300 „Monza“ zurückgreifen. Um wenigstens etwas mehr Motorleistung zu bekommen, wurden die Motoren in Eigenregie auf einen Hubraum von 2,7 Litern aufgebohrt, wodurch allerdings die ohnehin relativ schwach dimensionierte Kraftübertragung des Modells noch häufiger als vorher überfordert wurde. Giuseppe Campari, der dritte Alfa-Romeo-Fahrer von 1932, wechselte dagegen ins Lager von Maserati, wo bereits die ersten eigenen Monopostos Maserati 8CM mit 3-Liter-Motor und – erstmals bei einem europäischen Grand-Prix-Rennwagen – hydraulischen Bremsen im Entstehen waren. Die kleine, notorisch unterfinanzierte Rennwagenschmiede hatte aber nach dem Tod von Alfieri Maserati für 1933 ihre Firmenpolitik geändert und konzentrierte sich vorrangig auf den Verkauf ihrer Rennwagen an private Kunden – wie neben Campari zum Beispiel auch Goffredo Zehender –, denen für entsprechendes Geld auch der Status eines Werksfahrers mit umfassender Betreuung an der Rennstrecke angeboten wurde, während gleichzeitig die Einsätze von Luigi Fagioli als langjähriger Anführer der eigenen offiziellen Rennmannschaft stark vernachlässigt wurden.
Rudolf Caracciola schließlich, der im Vorjahr ebenfalls bei Alfa Romeo unter Vertrag gestanden hatte, schloss sich mit seinem Freund Louis Chiron als Partner, der bei Bugatti keine große Perspektive mehr für sich erkannte, unter dem Namen Scuderia CC (für „Caracciola-Chiron“) zu einer Renngemeinschaft zusammen, für die sie zusätzlich zu Chirons eigenem Bugatti Type 51 zwei Alfa Romeo Typ „Monza“ sowie einen Alfa-Romeo-8C-2300-Rennsportwagen auf gleicher technischer Plattform bestellten. Allerdings wurde die Existenz des Teams schon nach kurzer Zeit jäh beendet, als Caracciola bereits beim ersten Antritt im Training in Monaco schwer verunfallte und durch seine Verletzungen länger als ein Jahr außer Gefecht gesetzt wurde.
Auch Chirons bisheriger Arbeitgeber Bugatti durchlief schwere Zeiten. Wegen der anhaltenden Weltwirtschaftskrise und nach zuletzt enttäuschenden Grand-Prix-Ergebnissen ging der Absatz der Renn- und Luxuswagen zunehmend zurück und trotz der weitgehend vergeblichen Versuche, dem schweren Bugatti Type 54 mit 5-Liter-Motor ein weniger abenteuerliches Fahrverhalten beizubringen, war das Team weiter auf den Einsatz der schwächeren Bugatti Type 51 angewiesen, deren Konstruktion noch aus dem Jahr 1931 stammte. Um den Bestand an auf Halde produzierten Pkw-Motoren zu verwerten, war das Werk außerdem vollauf mit einem Auftrag zur Produktion von Eisenbahntriebwagen beschäftigt, wohinter die Entwicklung des neuen, bereits für die ab Grand-Prix-Saison 1934 geltende 750-kg-Formel konzipierten Grand-Prix-Modells Bugatti Type 59 zurückstehen musste. Aus diesem Grund verpasste das Team beim Französischen Grand Prix sogar sein Heimrennen. Trotz dieser ungünstigen Vorzeichen war es Bugatti jedoch gelungen, mit Achille Varzi einen der Spitzenstars des Grand-Prix-Sports ein weiteres Jahr an sich zu binden, dem nach dem Weggang von Chiron nun der bereits Mitte 1932 bei Maserati ausgeschiedene René Dreyfus sowie der langjährige Bugatti-Kunde und erfolgreiche Privatfahrer William Grover-Williams (Pseudonym „W. Williams“) zur Seite gestellt wurden.
Mit dem Rückzug der Alfa Romeo Tipo B von den Rennstrecken war Bugattis zwei Jahre alter Bugatti Type 51 zu Beginn der Saison für kurze Zeit auf einmal wieder konkurrenzfähig. Gleich zum Auftakt im Februar im südfranzösischen Pau gab es bei einem kuriosen Rennen im dichten Schneetreiben einen Sieg der beiden Algerier Marcel Lehoux und Guy Moll, wobei es sich bei dieser Veranstaltung um ein rein französisch besetztes Rennen gehandelt hatte. Zwar gingen danach auf dem schnellen Kurs in Carthago (Tunesien) Nuvolari und Borzacchini mit ihren beiden Alfa Romeo „Monza“ nach dem Ausfall der Bugattis noch als souveräne Sieger in einem inszenierten Paarlauf über die Linie, doch schon beim Großen Preis von Monaco wendete sich das Blatt erneut. Das Rennen war in diesem Jahr zum ersten Mal auch offiziell in den Rang eines Grande Épreuve aufgestiegen und als weitere bahnbrechende Neuerung kam die Vergabe der Startpositionen anhand der gefahrenen Rundenzeiten im Training hinzu, was sich innerhalb kürzester Zeit in der gesamten Motorsportwelt durchsetzte. Das Ereignis bleibt der Nachwelt aber vor allem wegen des andauernden Rad-an-Rad-Kampfs zwischen Alfa-Romeo-Pilot Nuvolari und seinem ewigen Widersacher Achille Varzi auf dem leichten und wendigen Bugatti in Erinnerung; 21 Mal wechselte die Führung zwischen diesen beiden. Die Entscheidung dieses filmreifen Rennens fiel in der letzten Runde, in der Nuvolaris Alfa Romeo der Belastung nicht mehr standhielt und mit Motorschaden liegen blieb.
Beim nachfolgenden Rennen von Alessandria gab es wieder einen ungefährdeten Dreifachsieg der Alfa Romeos mit Nuvolari, Carlo Felice Trossi und Antonio Brivio. Allerdings war hier auch der einzige ernst zu nehmende Gegner, Achille Varzi, noch unmittelbar vor dem Rennen wegen seiner verspätet eingegangenen Meldung ausgeschlossen worden, obwohl sogar Enzo Ferrari für seine Teilnahme plädiert hatte. Alle Augen waren zu diesem Zeitpunkt allerdings schon längst auf das mit einer großen neuen Lotterie kombinierte Rennen der Millionen auf der nagelneuen Mellaha-Rennbahn in der nordafrikanischen Kolonie Tripolis gerichtet, bei dem Varzi infolge von Gerüchten über den angeblich vorher zwischen ihm und Nuvolari abgesprochenen Sieg im Mittelpunkt eines weiteren Skandals stand. Im Rennen hatten zunächst die neuen 3-Liter-Maserati von Tim Birkin und Campari geführt, gegen Ende kam es aber doch wieder zu einem weiteren großen Duell zwischen den beiden italienischen Rivalen, das – vorher abgesprochen oder nicht – Varzi in einem spektakulären Finish mit einer Wagenlänge Vorsprung für sich entschied.
Auch beim Avusrennen gab es für die Alfa-Romeo-Fahrer gegen die beiden motorisch überlegenen Bugatti Type 54 von Varzi und dem polnischen Privatfahrer Czaykowski, die auf dem recht anspruchslos gestalteten Kurs keine Probleme mit der Straßenlage hatten, nicht viel zu gewinnen. An diesem Wochenende hatte der Grand-Prix-Sport erneut drei Tote zu beklagen. Hier auf der AVUS kam Mercedes-Benz-Werksfahrer Otto Merz bei einem Trainingsunfall auf regennasser Strecke ums Leben. Einen ähnlichen Unfall hatte auch der Bugatti-Fahrer Louis Trintignant beim Training im französischen Péronne und im anschließenden Rennen kam dort der langjährige Bugatti-Werksfahrer Guy Bouriat ums Leben, als sein Auto nach Berührung mit einem zu überrundenden Teilnehmer von der Strecke abkam und gegen einen Baum geschleudert wurde.
Der Rennkalender war in der Zwischenzeit so voll geworden, dass Terminkollisionen zwischen Veranstaltungen – bis auf die mit Vorrang zu behandelnden Grandes Épreuves – sozusagen an der Tagesordnung waren. Schon eine Woche nach dem Avusrennen standen mit dem Eifelrennen auf dem Nürburgring und der Targa Florio wieder zwei international ausgeschriebene Veranstaltungen auf dem Terminplan, was zwangsläufig zu einer gegenseitigen Schwächung beider Teilnehmerfelder führte. Insbesondere das traditionsreiche Rennen auf Sizilien war nur noch ein Schatten früherer Tage und konnte in diesem Jahr keinen einzigen Vertreter aus dem Ausland mehr anlocken. Vor allem das Bugatti-Team, das bei dieser Veranstaltung auf eine lange Reihe von Erfolgen zurückblicken konnte, legte vorübergehend eine Pause ein, weil das Werk neben der Entwicklung des neuen Grand-Prix-Modells, das eigentlich noch bis zum Heim-Grand-Prix fertig werden sollte, auch mit dem Bau der Eisenbahntriebwagen vollkommen ausgelastet war. Ferrari konnte es sich mangels ernst zu nehmender Herausforderer daher sogar leisten, seine Kräfte zu teilen, um beide Rennen zu bestreiten – und völlig unangefochten zu gewinnen –, wobei Nuvolari dem Nürburgring den Vorzug gab.
Weitere Verstimmung gab es beim Französischen Grand Prix in Montlhéry. Es begann damit, dass Bugatti seinem Heimrennen zur Enttäuschung des Publikums und zum Ärger des Automobile Club de France als Veranstalter in praktisch letzter Minute noch eine Absage erteilte, weil der neue Bugatti Type 59 doch nicht mehr rechtzeitig fertig geworden war. Das Auto erschien tatsächlich einen knappen Monat später beim Großen Preis von Belgien, wo es aber nach einem kurzen Auftritt im Training wieder zur Seite gestellt wurde. Bis zum letzten Rennen der Saison beim Großen Preis von Spanien musste sich die Bugatti-Mannschaft daraufhin auf wenige sporadische Auftritte beschränken, die größtenteils nicht von Erfolg gekrönt wurden.
Aber in Montlhéry gab es auch in den anderen Teams einiges an Konfliktpotential. Bei Maserati musste Fagioli als langjähriger Stammfahrer tatenlos zusehen, wie der neue Monoposto nicht ihm, sondern dem zahlenden Kunden Goffredo „Freddy“ Zehender zur Verfügung gestellt wurde. Außerdem war die Teilnahme der Scuderia Ferrari lange Zeit nicht sicher, wo der zunehmend frustrierte Nuvolari im Training zunächst seinen eigenen und im Rennen auch noch die beiden „Monzas“ seiner Teamkollegen Borzacchini und Piero Taruffi „verschliss“. Weitere Defekte an den beiden privat eingesetzten Autos von Chiron und Philippe Étancelin machten das Debakel im Alfa-Romeo-Lager komplett und so blieb unter den aussichtsreichen Kandidaten nur noch Maserati-Fahrer Campari übrig. Dennoch gab es auch über Maseratis ersten Grand-Prix-Sieg im Anschluss noch einmal große Aufregung, weil das Auto beim Boxenstopp von zwei statt nur dem einen erlaubten Mechaniker angeschoben worden war. Anders als Nuvolari in Monaco oder kurz darauf Guy Moll in beim Rennen in Reims, die wegen ähnlicher Vorfälle jeweils ganz aus der Wertung genommen wurden, kam Campari hier jedoch mit einer vergleichsweise überschaubaren Geldbuße davon.
Auch beim Großen Preis von Belgien gingen die Querelen munter weiter. Schon nach dem Ausfall in Monaco hatte Nuvolari, der von Enzo Ferrari vergeblich ein Mitspracherecht im Team gefordert hatte, mehrfach öffentlich Abwanderungsgedanken geäußert. Doch obwohl in der Affäre um die Tripolis-Lotterie auch noch bekannt geworden war, dass er sich durch seine Absprachen zusammen mit Varzi und Borzacchini auf diese Weise am Team vorbei eine Extra-Prämie gesichert hatte, hatte Ferrari weiter auf die Erfüllung des bis zum Saisonende laufenden Vertrags gepocht. Als Nuvolari jedoch beim Rennen in Reims schon zum dritten Mal in kurzer Zeit von einem Differentialschaden gestoppt wurde, zog er bei Maserati umgehend Erkundigungen über die Verfügbarkeit eines der neuen 3-Liter-Monopostos für den belgischen Grand Prix ein. Der Kompromiss lautete schließlich, dass das Auto offiziell von Ferrari gemeldet, aber von Maserati-Mechanikern betreut würde und dass Nuvolari nach dem Training wählen konnte, mit welchem Wagen er das Rennen bestreiten würde. Zur allgemeinen Überraschung entschied er sich dabei tatsächlich für den Maserati, dem bis dahin auf Straßenkursen ein eher abenteuerliches Fahrverhalten nachgesagt worden war. Nuvolari hatte jedoch im zu verwindungsfreudigen Chassis die Schwachstelle erkannt und zusammen mit seinem Mechaniker in einer Werkstatt der nahegelegenen Imperia-Automobilwerke persönlich eine Nachtschicht eingelegt, um das extrem schmale Fahrgestell zu versteifen. Auf diese Weise gerüstet konnte er prompt dem mit zwölf Teilnehmern ohnehin nur recht schwach besetzten Rennen seinen Stempel aufdrücken, wobei er allerdings nach einem außerplanmäßigen Reifenstopp der Ausfälle seines Team- aber nicht Markenkollegen Borzacchini sowie Chirons mit seinem privaten „Monza“ bedurfte, um schließlich doch noch gleich den zweiten großen Maserati-Sieg in Folge zu feiern. Mit relativ deutlichem Rückstand folgte die am Ende übrig gebliebene Bugatti-Phalanx mit Varzi, Dreyfus und dem unabhängigen Fahrer Marcel Lehoux auf ihren veralteten Bugatti Type 51, nachdem der erste verfügbare neue Bugatti Type 59 in den Händen von Varzi im Training auf keine passablen Zeiten gekommen und umgehend wieder zur Seite gestellt worden war.
Im Anschluss verlagerte sich das Geschehen nun wieder nach Italien, wo bei der Coppa Ciano bei Livorno die Auseinandersetzung zwischen Ferrari und Nuvolari schließlich ihrem Höhepunkt zusteuerte. Als praktisch inoffizielles Werksteam für Alfa Romeo wollte die Scuderia vom Einsatz von Fremdfabrikaten nichts mehr wissen und hatte für ihren Topstar daher nur wieder den altgedienten Alfa Romeo Typ „Monza“ gemeldet. Nuvolari, mittlerweile im Besitz eines eigenen Maserati 8CM, hatte jedoch schon vorgesorgt und mit dem Veranstalter insgeheim eine Übereinkunft getroffen, wie in Spa im Training wieder beide Autos benutzen zu dürfen. Seine Entscheidung für den Maserati bedeutete damit gleichzeitig auch das endgültige Ende seiner Vertragsbeziehung zu Ferrari, was im Anschluss an das Rennen sogar noch eine juristische Auseinandersetzung zur Folge hatte. Zunächst jedoch erwies sich die Entscheidung für Nuvolari als absolut richtig, denn im Rennen übernahm er sofort das Kommando, und selbst auf einem so anspruchsvollen Kurs konnten die Alfa Romeo der Scuderia Ferrari mit Nuvolaris Monoposto nicht mehr mithalten, was nicht nur durch einen stattlichen Rückstand des zweitplatzierten Antonio Brivio von über acht Minuten im Endklassement des Rennens, sondern anschließend durch einen weiteren klaren Erfolg in Nizza noch einmal deutlich unterstrichen wurde.
In der Zwischenzeit wurden jedoch hinter den Kulissen die Karten noch einmal völlig neu gemischt. Borzacchini war seinem Freund Nuvolari gefolgt und hatte Ferrari verlassen, um sich seinem alten Team bei Maserati anzuschließen. Wenig später folgte ihnen auch noch Piero Taruffi, der Enzo Ferrari durch seinen Sieg über dessen Vertragsfahrer mit einer privat gemeldeten Maschine bei einem Motorradrennen verärgert hatte. Im Maserati-Lager wurde es damit nun aber langsam eng. Dies betraf vor allem Fagioli, dem eigentlichen Stammfahrer des Werks, dem mit Campari, Nuvolari und Borzacchini nun schon drei Neuzugänge vor die Nase gesetzt worden waren, zumal sein Verhältnis zu Nuvolari ohnehin nicht das Beste war. Auf der anderen Seite stand Ferrari nun praktisch ohne Fahrer da, so dass Fagiolis Wechsel zur Scuderia beinahe eine logische Konsequenz war. Als kurz darauf auch Campari einmal mehr das Lager wechselte, war der Ringtausch der beiden rivalisierenden italienischen Teams damit komplett. Obendrein gab es dazu noch eine weitere spektakuläre Wendung, denn Ferrari hatte nach den zuletzt gehäuften Niederlagen nun doch noch bei Alfa Romeo mit massivem Druck eine Freigabe der Alfa Romeo Tipo B erwirkt, so dass die Saison nun praktisch noch einmal völlig neu beginnen konnte.
Entsprechend viel Aufmerksamkeit wurde der Coppa Acerbo in Pescara zuteil, wo die beiden Mannschaften zum ersten Mal in der neuen Formation aufeinander trafen. Gleichzeitig war dies auch das erste Rennen der Grand-Prix-Geschichte, in dem Monopostos zweier verschiedener Hersteller um den Sieg kämpften. Nach einem anfänglich engen Duell mit Campari konnte sich Nuvolari dabei ab der Hälfte des Rennens zunehmend absetzen und sah bereits wie der sichere Sieger aus, doch nach einem defektbedingten Boxenaufenthalt in der letzten Runde war es Fagioli, der das Blatt für sich und Alfa Romeo am Ende noch einmal wenden konnte. Ganz ähnlich waren dann auch Verlauf und Ausgang des Grand Prix de Marseille auf dem Ovalkurs von Miramas, lediglich mit dem Unterschied, dass hier ein weiterer Ferrari-Neuzugang, Louis Chiron, mit dem Alfa-Romeo-Monoposto derjenige war, der vom späten Ausscheiden Nuvolaris profitierte und am Ende vor seinem Teamgefährten Fagioli erfolgreich war. Hatte Nuvolari bislang von den zahlreichen Defekten seiner Gegner profitiert, so erwiesen sich nun wiederum die Alfa Romeo Tipo B als deutlich standfester. Überschattet wurde das Rennen außerdem vom tödlichen Unfall des Schweizer Privatfahrers Baron Horst von Waldthausen.
Mit den beiden Rennen von Pescara und Marseille hatte der Grand-Prix-Sport damit innerhalb kurzer Zeit ein völlig neues Gesicht bekommen. Mit ihren neuen Monopostos befanden sich die Spitzenfahrer der beiden italienischen Werke nun in einer völlig anderen Liga als der Rest des Felds und mit den bisherigen Ereignissen der Saison erreichte die öffentliche Aufmerksamkeit völlig neue Höhen. So ging es dem mit Spannung erwarteten Rennwochenende von Monza entgegen. Anders als in den beiden Vorjahren war der Große Preis von Italien wieder auf seinen angestammten Termin im September zurückgekehrt, an dem sich in der Zwischenzeit aber auch der Große Preis von Monza mit seinem besonderen Format aus vergleichsweise kurzen Qualifikations- und Finalläufen bereits im Kalender etabliert hatte. So legte man 1933 beide Veranstaltungen kurzerhand zusammen, um daraus einen ganz besonderes großartigen Renntag zu formen.
Am Vormittag fand zunächst auf der klassischen Grand-Prix-Strecke der Große Preis von Italien statt, in dem sich die Top-Piloten von Alfa Romeo und Maserati auf ihren spektakulären Monopostos bald schon wieder in einer er für Monza typischen Windschattenschlacht wiederfanden. Durch zahlreiche Reifenstopps waren dabei mal die Maserati von Nuvolari und Taruffi, mal die Alfa Romeo von Chiron und Fagioli im Vorteil, so dass die Führung nicht weniger als 16 Mal wechselte, bis Nuvolari im letzten Viertel des Rennens einen gewissen Vorsprung herausfahren konnte. Wie bei den beiden Rennen zuvor sollte ihm der Sieg jedoch ein weiteres Mal noch aus den Händen gerissen werden, als er zwei Runden vor Schluss noch einmal mit einem Reifenschaden hereinkommen musste. Einmal mehr konnte Fagioli mit dem Alfa Romeo am gestoppten Maserati vorbeiziehen und auf diese Weise gegen sein altes Team seinen ersten Grand-Prix-Sieg erringen.
So großartig der Tag begonnen hatte, umso tragischer sollte er zu Ende gehen. Am Nachmittag folgte der Große Preis von Monza, bei dem jedoch die vier Protagonisten des Rennens vom Vormittag nach den Strapazen für sich und ihren Wagen auf die Teilnahme verzichtet hatten. Die beiden Spitzenteams waren dennoch gut genug besetzt, um mit Campari auf Alfa Romeo und Borzacchini auf dem Alfa Romeo immer noch zwei Top-Fahrer ins Rennen schicken zu können. Ferrari setzte außerdem für Carlo Felice Trossi noch einen speziell für die europäischen Hochgeschwindigkeitspisten konstruierten US-amerikanischen Duesenberg von 4,4 Litern Hubraum ein, weil bei diesem Rennen dann nur noch der Ovalkurs mit seinen beiden Steilkurven verwendet wurde. Das Auto versagte jedoch schon im ersten Vorlauf in spektakulärer Weise, wobei angeblich das Öl des Motors über große Teile der Strecke verteilt wurde. Für den zweiten Vorlauf hatte die Auslosung ein erstes Aufeinandertreffen von Campari und Borzacchini ergeben und es halten sich bis heute mehrere Spekulationen darüber, ob der Ölfleck oder andere Gründe Ursache für die nachfolgenden Ereignisse waren, jedenfalls kam es . Eingangs der zweiten Steilkurve zur Kollision, die für beide Kontrahenten tödlich endete. Im Finallauf wurde schließlich auch noch der zu diesem Zeitpunkt in Führung liegende polnische Privatfahrer Graf Stanisław Czaykowski mit seinem bulligen Bugatti Type 54 an praktisch derselben Stelle von der Strecke geschleudert und unter seinem brennenden Fahrzeug begraben. Nach diesem dritten Todesfall wurde das Rennen dann schließlich abgebrochen und Lehoux auf seinem Bugatti als Sieger gewertet.
Zum Ende dieser so ereignisreichen Saison wurde – als letzter Grand Prix der formellosen Jahre – nach längerer Unterbrechung wieder ein Großer Preis von Spanien ausgetragen. Zwei Wochen nach dem „Schwarzen Sonntag von Monza“ versammelten sich zum Finale noch einmal die gesamte Grand-Prix-Elite auf der klassischen Rennstrecke von Lasarte bei Barcelona, auf der zuvor drei Jahre lang kein einziges Rennen mehr stattgefunden hatte. Selbst Bugatti brachte nun endlich den lang erwarteten Type 59 an den Start, geradezu symptomatisch für den Zustand des Teams war jedoch wie Varzi noch kurz vor Ende des Rennens von Lehoux auf seinem privat eingesetzten, drei Jahre alten Type 51 abgefangen und noch auf den vierten Platz im Endklassement verwiesen wurde. An der Spitze war es nach einem der letzten rollenden Starts bei einem Grand-Prix-Rennen überhaupt dagegen zu Anfang wieder zum gewohnten Dreikampf zwischen Nuvolari, Chiron und Fagioli gekommen, aus dem zunächst erneut der Maserati-Fahrer gegen die beiden Alfa-Romeo-Piloten als Sieger hervorzugehen schien. Bei einsetzendem Regen verlor Nuvolari dann aber das Auto aus den Händen und kam nur mit viel Glück beim anschließenden Unfall mit nur leichten Verletzungen davon. So konnte Alfa Romeo ein weiteres Mal von Nuvolaris Pech profitieren und mit Chiron vor Fagioli den mittlerweile siebten Sieg in Folge erringen.

## Das Rennen der Millionen
Um die stagnierende italienische Kolonie etwas aufzuwerten und ihre finanzielle Ausstattung zu verbessern, wurde das Rennen im nordafrikanischen Tripolis 1933 mit einer Lotterie kombiniert, bei der unter den Einsendern eine Woche vor dem Start zunächst die Startnummern der Rennteilnehmer verlost wurden. Die drei Fahrer, die dann die ersten drei Plätze belegten, brachten „ihren“ Losen jeweils 3, 2 und 1 Million Lire ein. Aufgrund der für damalige Verhältnisse enormen Summen und des Zeitraums von einer Woche zwischen der eigentlichen Ziehung und dem Rennen kamen jedoch umgehend Spekulationen über mögliche Manipulationen des Rennausgangs auf. Die Darstellung des langjährigen Mercedes-Benz-Rennleiters Alfred Neubauer in seinem Buch Männer, Frauen und Motoren (1958), nach der Nuvolari Varzi den Sieg absichtlich überlassen habe, gilt inzwischen zwar als widerlegt, zumal Neubauer bei diesem Anlass selbst gar nicht vor Ort war. Als gesichert scheint jedoch, dass eine Vereinbarung zwischen diesen beiden Fahrern und Nuvolaris Freund und Teamkollegen Borzacchini mit den glücklichen Haltern ihrer drei Lose über die Aufteilung der Gewinnsumme zustande gekommen ist.

### Grandes Épreuves
|   | Datum  | Rennen                   | Strecke                      | Sieger                      | Statistik |
| - | ------ | ------------------------ | ---------------------------- | --------------------------- | --------- |
| 1 | 23.04. | Großer Preis von Monaco  | Circuit de Monaco            | Achille Varzi (Bugatti)     | Statistik |
| 2 | 11.06. | Großer Preis des ACF     | Autodrome de Linas-Montlhéry | Giuseppe Campari (Maserati) | Statistik |
| 3 | 09.07. | Großer Preis von Belgien | Circuit de Spa-Francorchamps | Tazio Nuvolari (Maserati)   | Statistik |
| 4 | 10.09. | Großer Preis von Italien | Autodromo di Monza           | Luigi Fagioli (Alfa Romeo)  | Statistik |
| 5 | 24.09. | Großer Preis von Spanien | Circuito Lasarte             | Louis Chiron (Alfa Romeo)   | Statistik |

## Rennergebnisse

### Grandes Épreuves

#### Großer Preis von Monaco
| Platz | Fahrer              | Team       | Zeit         |
| ----- | ------------------- | ---------- | ------------ |
| 1     | Achille Varzi       | Bugatti    | 3:27:49,4 h  |
| 2     | Baconin Borzacchini | Alfa Romeo | + 2:00,0 min |
| 3     | René Dreyfus        | Bugatti    | + 2:22,6 min |

Distanz: 100 × 3,145 km = 314,480 km
Pole-Position: Achille Varzi, Bugatti
Schnellste Runde: Achille Varzi, Bugatti (1:59,0 min)
Der V Grand Prix de Monaco fand am 3. April auf dem 3,145 km langen Circuit de Monaco statt. Er war der erste der Grandes Épreuves der Saison 1933.
Während des Trainings verunglückte der deutsche Alfa-Romeo-Pilot Rudolf Caracciola schwer. Erst im Juli 1934 konnte er wieder an Rennen teilnehmen.
In der letzten Runde erlitt der Alfa Romeo des bis dahin führenden Tazio Nuvolari einen Defekt. Sein Mechaniker konnte Nuvolari noch als Dritten über die Ziellinie schieben, doch die Rennleitung disqualifizierte Nuvolari wegen dieses Manövers.

#### Großer Preis des ACF
| Platz | Fahrer             | Team       | Zeit        |
| ----- | ------------------ | ---------- | ----------- |
| 1     | Giuseppe Campari   | Maserati   | 3:48:45,4 h |
| 2     | Philippe Étancelin | Alfa Romeo | + 52,0 s    |
| 3     | George Eyston      | Alfa Romeo | + 1 Runde   |

Distanz: 80 × 2,617 km = 209,360 km
Pole-Position: Earl Howe, Bugatti
Schnellste Runde: Giuseppe Campari, Maserati (5:23,0 min)
Der XIX Grand Prix de l’A.C.F. fand am 11. Juni auf dem Autodrome de Linas-Montlhéry zwischen Linas und Montlhéry statt.

#### Große Preis von Belgien
| Platz | Fahrer         | Team     | Zeit       |
| ----- | -------------- | -------- | ---------- |
| 1     | Tazio Nuvolari | Maserati | 4:09:11 h  |
| 2     | Achille Varzi  | Bugatti  | + 3:45 min |
| 3     | René Dreyfus   | Bugatti  | + 3:48 min |

Distanz: 40 × 14,915 km = 596,600 km
Pole-Position: Louis Chiron, Alfa Romeo
Schnellste Runde: Tazio Nuvolari, Maserati (6:01 min)
Der IV Grand Prix de Belgique wurde am 9. Juli auf dem Circuit de Spa-Francorchamps ausgetragen.

#### Großer Preis von Italien
| Platz | Fahrer            | Team       | Zeit         |
| ----- | ----------------- | ---------- | ------------ |
| 1     | Luigi Fagioli     | Alfa Romeo | 2:51:41,0 h  |
| 2     | Tazio Nuvolari    | Maserati   | + 40,2 s     |
| 3     | Goffredo Zehender | PBM        | + 3:03,2 min |

Distanz: 50 × 10,000 km = 500,000 km
Pole-Position: Eugenio Siena, Alfa Romeo
Schnellste Runde: Luigi Fagioli, Alfa Romeo (3:13,2)
Der XI Gran Premio d’Italia fand am 10. September auf dem Autodromo Nazionale Monza statt. Am selben Tag fand hier ebenfalls der Gran Premio di Monza statt.

#### Großer Preis von Spanien
| Platz | Fahrer        | Team       | Zeit          |
| ----- | ------------- | ---------- | ------------- |
| 1     | Louis Chiron  | Alfa Romeo | 3:50:57,4 h   |
| 2     | Luigi Fagioli | Alfa Romeo | + 4:58,4 min  |
| 3     | Marcel Lehoux | Bugatti    | + 22:52,4 min |

Distanz: 30 × 17,315 km = 519,500 km
Pole-Position: Juan Zanelli, Alfa Romeo
Schnellste Runde: Tazio Nuvolari, Maserati (6:41,2 min)
Der VIII Gran Premio de España fand am 24. September auf dem Circuito Lasarte bei San Sebastián statt.

### Weitere Rennen

#### Grand Prix de Pau
| Platz | Fahrer             | Team       | Zeit         |
| ----- | ------------------ | ---------- | ------------ |
| 1     | Marcel Lehoux      | Bugatti    | 2:54:06,8 h  |
| 2     | Guy Moll           | Bugatti    | + 59,8 s     |
| 3     | Philippe Étancelin | Alfa Romeo | + 1:17,4 min |

Distanz: 75 × 2,834 km = 212,550 km
Pole-Position: Guy Moll, Bugatti
Schnellste Runde: Philippe Étancelin, Alfa Romeo (2:04,0 min)
Der II Grand Prix de Pau war der erste Saisonlauf 1933 und fand am 19. Februar auf dem 2,834 km langen Straßenkurs der französischen Stadt Pau statt. Während das Training noch bei klarem Wetter stattfand, schneite es am Renntag.

#### Großer Preis von Tunesien
| Platz | Fahrer              | Team       | Zeit          |
| ----- | ------------------- | ---------- | ------------- |
| 1     | Tazio Nuvolari      | Alfa Romeo | 3:29:15,4 h   |
| 2     | Baconin Borzacchini | Alfa Romeo | + 0,2 s       |
| 3     | Goffredo Zehender   | Maserati   | + 12:02,0 min |

Distanz: 37 × 12,715 km = 470,455 km
Pole-Position: Frédéric Toselli, Bugatti
Schnellste Runde: Tazio Nuvolari, Alfa Romeo (5:07,2 min)
Der V Grand Prix de Tunisie fand am 29. März auf dem 12,715 km langen Carthage Grand Prix Circuit statt.
Nach knapp dreieinhalb Stunden Rennzeit trennten gerade einmal 0,2 Sekunden die ersten beiden Fahrer.

#### Circuito di Alessandria
| Platz | Fahrer              | Team       | Zeit         |
| ----- | ------------------- | ---------- | ------------ |
| 1     | Tazio Nuvolari      | Alfa Romeo | 1:02:21,4 h  |
| 2     | Carlo Felice Trossi | Alfa Romeo | + 4,0 s      |
| 3     | Antonio Brivio      | Alfa Romeo | + 3:19,8 min |

Distanz: 8 × 8,000 km = 64,000 km (Qualifikation); 15 × 8,000 km = 120,000 km (Finale)
Pole-Position: n/a
Schnellste Runde: Achille Varzi, Bugatti (1:59,0 min)
Am 30. April fand auf dem acht Kilometer langen Circuito Pietro Bordino im italienischen Alessandria der IX Circuito di Alessandria statt.
Das Rennen bestand aus zwei Qualifikationsrennen zu acht Runden und einem Finallauf zu 15 Runden. Die erste Qualifikation gewann Tazio Nuvolari, die zweite ging an Giovanni Minozzi. Im Finale konnte sich Tazio Nuvolari erneut durchsetzten.

#### Großer Preis von Finnland
| Platz | Fahrer                | Team          | Zeit         |
| ----- | --------------------- | ------------- | ------------ |
| 1     | Karl Ebb              | Mercedes-Benz | 1:03:18,7 h  |
| 2     | Carl-Gustaf Johansson | Ford          | + 48,0 s     |
| 3     | Sven Olof Bennström   | Ford          | + 1:26,0 min |

Distanz: 50 × 2,000 km = 100,000 km
Pole-Position: Karl Ebb, Mercedes-Benz
Schnellste Runde: Per Viktor Widengren, Alfa Romeo (1:09,0 min)
Der II Eläintarhan ajot (Eläintarhan ajot) fand am 7. Mai auf einer Strecke im Eläintarha-Park in Helsinki statt. Am selben Tag wurde auch der Gran Premio di Tripoli ausgetragen.

#### Gran Premio di Tripoli
| Platz | Fahrer         | Team       | Zeit          |
| ----- | -------------- | ---------- | ------------- |
| 1     | Achille Varzi  | Bugatti    | 2:19:51,4 h   |
| 2     | Tazio Nuvolari | Alfa Romeo | + 0,2 s       |
| 3     | Tim Birkin     | Maserati   | + 20:32,4 min |

Distanz: 30 × 13,100 = 393,000 km
Pole-Position: Luigi Premoli, Maserati
Schnellste Runde: Achille Varzi, Bugatti (4:26,8 min)
Der VII Gran Premio di Tripoli fand am 7. Mai auf dem Autodromo della Mellaha statt. Henry „Tim“ Birkin verbrannte sich während eines Boxenstopps an einem Auspuff seinen Arm schwer. Er fuhr das Rennen dennoch zu Ende und kam als Dritter ins Ziel. Seine Brandwunde entzündete sich, vermutlich wegen unzureichender medizinischer Versorgung, und Birkin starb am 22. Juni 1933 an einer Blutvergiftung.

#### AVUS-Rennen
| Platz | Fahrer                             | Team       | Zeit         |
| ----- | ---------------------------------- | ---------- | ------------ |
| 1     | Achille Varzi                      | Bugatti    | 1:25:24,4 h  |
| 2     | Stanisław Czaykowski               | Bugatti    | + 0,2 s      |
| 3     | Baconin Borzacchini Tazio Nuvolari | Alfa Romeo | + 5:31,4 min |

Distanz: 15 × 19,573 km + 831 m Startgerade = 294,430 km
Pole-Position: Charly Jellen, Alfa Romeo
Schnellste Runde: Stanisław Czaykowski, Bugatti (5:17,8 min)
Am 21. Mai fand das III AVUS-Rennen auf der Berliner AVUS statt.
Während des Trainings kam es zu einem tragischen Zwischenfall. Mercedes-Benz-Pilot Otto Merz verunglückte auf der Geraden, etwa zwei Kilometer vor der Ziellinie. Sein Wagen hob bei wechselndem Straßenbelag von der Fahrbahn ab und schlug nach etwa 36 Metern auf der Straße auf, rutschte weiter und stieß gegen eine Straßenmarkierung aus Zement. Das Auto zerbarst, überschlug sich und blieb kopfüber liegen. Merz wurde aus dem Auto geschleudert und starb später im Hildegard-Krankenhaus, Charlottenburg.

#### Grand Prix de Picardie
| Platz | Fahrer             | Team       | Zeit         |
| ----- | ------------------ | ---------- | ------------ |
| 1     | Philippe Étancelin | Alfa Romeo | 1:25:36,2 h  |
| 2     | Raymond Sommer     | Alfa Romeo | + 3:11,8 min |
| 3     | Marcel Lehoux      | Bugatti    | + 3:15,8 min |

Distanz: 20 × 9,765 km = 195,300 km
Pole-Position: Philippe Étancelin, Alfa Romeo
Schnellste Runde: Philippe Étancelin, Alfa Romeo (4:10,8 min)
Der IX Grand Prix de Picardie fand am 21. Mai südlich von Péronne statt.
Während des Trainings verunglückte Louis Trintignant, der Bruder des späteren Formel-1-Grand-Prix-Siegers Maurice Trintignant, tödlich. Im Rennen starb dann Guy Bouriat an den Folgen eines Unfalls.

#### Eifelrennen
| Platz | Fahrer                  | Team          | Zeit       |
| ----- | ----------------------- | ------------- | ---------- |
| 1     | Tazio Nuvolari          | Alfa Romeo    | 3:00:59 h  |
| 2     | Manfred von Brauchitsch | Mercedes-Benz | + 5:55 min |
| 3     | Piero Taruffi           | Alfa Romeo    | + 8:10 min |

Distanz: 15 × 22,810 = 342,150 km
Pole-Position: Tazio Nuvolari, Alfa Romeo
Schnellste Runde: Tazio Nuvolari, Alfa Romeo (n/a)
Das VI Eifelrennen 1933 fand auf der Nordschleife des Nürburgrings statt.
Die schnellste Rennrunde, offiziell gefahren von Tazio Nuvolari, konnte nicht exakt dokumentiert werden. Eine genaue Zeit existiert nicht.

#### Targa Florio
| Platz | Fahrer              | Team       | Zeit        |
| ----- | ------------------- | ---------- | ----------- |
| 1     | Antonio Brivio      | Alfa Romeo | 6:35:06,2 h |
| 2     | Renato Balestrero   | Alfa Romeo | 20:46,4 min |
| 3     | Guglielmo Carraroli | Alfa Romeo | 32:40,8 min |

Distanz: 7 × 71,850 km = 503,000 km
Pole-Position: Intervallstart
Schnellste Runde: Baconin Borzacchini, Alfa Romeo (54:11,0 min)
Die XXIV Targa Florio fand am 28. Mai auf dem Piccolo circuito delle Madonie, Sizilien statt.
Von den 14 Wagen am Start waren elf von Alfa Romeo und drei von Bugatti.

#### Grand Prix des Frontières
| Platz | Fahrer              | Team       | Zeit       |
| ----- | ------------------- | ---------- | ---------- |
| 1     | Willy Longueville   | Bugatti    | 1:20:32 h  |
| 2     | Clifton Penn-Hughes | Alfa Romeo | + 2:17 min |
| 3     | Arthur Legat        | Bugatti    | + 3:27 min |

Distanz: 15 × 10,870 km = 163,100 km
Pole-Position: n/a
Schnellste Runde: Willy Longueville, Bugatti (5:01,0 min)
Am 4. Juni fand der VIII Grand Prix des Frontières auf dem Circuit de Chimay im belgischen Chimay statt.

#### Trophée de Provence
| Platz | Fahrer             | Team     | Zeit         |
| ----- | ------------------ | -------- | ------------ |
| 1     | Marcel Jacob       | Bugatti  | 1:02:56,4 h  |
| 2     | Ricardo Bernasconi | Bugatti  | + 1:29,6 min |
| 3     | André Vagniez      | Maserati | + 3 Runden   |

Distanz: 40 × 2,610 km = 104,400 km
Pole-Position: n/a
Schnellste Runde: n/a
Am 4. Juni fand auf dem Avenue Jean Jaures Circuit im französischen Nîmes die II Trophée de Provence statt. Am selben Tag wurde auch der Grand Prix de Nîmes auf derselben Strecke ausgetragen.

#### Grand Prix de Nîmes
| Platz | Fahrer             | Team       | Zeit        |
| ----- | ------------------ | ---------- | ----------- |
| 1     | Tazio Nuvolari     | Alfa Romeo | 1:52:20,6 h |
| 2     | Philippe Étancelin | Alfa Romeo | + 58,8 s    |
| 3     | Guy Moll           | Alfa Romeo | + 1 Runde   |

Distanz: 80 × 2,617 km = 209,360 km
Pole-Position: Philippe Étancelin, Alfa Romeo
Schnellste Runde: Tazio Nuvolari und Philippe Étancelin, beide Alfa Romeo (1:22,0 min)
Am 4. Juni fand auf dem Avenue Jean Jaures Circuit in Nîmes der II Grand Prix de Nîmes statt. Es war der letzte Nîmes-Grand-Prix vor dem Zweiten Weltkrieg und zugleich das letzte Rennen auf der Streckenvariante Avenue Jean Jaures.

#### Großer Preis von Lemberg
| Platz | Fahrer               | Team       | Zeit         |
| ----- | -------------------- | ---------- | ------------ |
| 1     | Eugen Bjørnstad      | Alfa Romeo | 3:40:28,0 h  |
| 2     | Per Viktor Widengren | Alfa Romeo | + 3:56,8 min |

Distanz: 100 × 3,041 km = 304,100 km
Pole-Position: Jan Kubiček, Alfa Romeo
Schnellste Runde: Eugen Bjørnstad, Alfa Romeo (2:06,2 min)
Der Międzynarodowe Okrężne Wyścigi Automobilowe, Grand Prix Lwowa (Großer Preis von Lemberg) fand am 11. Juni im damals polnischen Lwiw (heute Ukraine) statt.
Neben Bjørnstad und Widengren kam lediglich ein weiterer Fahrer, Renato Balestrero, ins Ziel. Er konnte zwar als Zweiter die Ziellinie überqueren, wurde aber nach dem Rennen disqualifiziert, weil er beim Nachtanken verbotenerweise den Motor hatte laufen lassen. Da von den acht gestarteten Fahrern fünf nicht ins Ziel kamen und Balestrero disqualifiziert wurde, wurden nur zwei Fahrer gewertet.

#### Gran Premio de Penya Rhin
| Platz | Fahrer           | Team       | Zeit         |
| ----- | ---------------- | ---------- | ------------ |
| 1     | Juan Zanelli     | Alfa Romeo | 1:35:38,3 h  |
| 2     | Vasco do Sameiro | Alfa Romeo | + 1:46,7 min |
| 3     | Marcel Lehoux    | Bugatti    | + 2:56,1 min |

Distanz: 40 × 3,790 km = 151,600 km
Pole-Position: Esteban Tort, Nacional Pescara
Schnellste Runde: Tazio Nuvolari, Alfa Romeo (2:13,1 min)
Der IV Gran Premio de Penya Rhin wurde am 25. Juni auf dem Circuit de Montjuïc in Barcelona ausgetragen.

#### British Empire Trophy
| Platz | Fahrer                 | Team    | Zeit         |
| ----- | ---------------------- | ------- | ------------ |
| 1     | Stanisław Czaykowski   | Bugatti | 1:00:28,0 h  |
| 2     | Kaye Don               | Bugatti | + 1:08,4 min |
| 3     | Gerard Manby-Colegrave | MG      | + 9:24,2 min |

Distanz: 40 × 3,790 km = 151,600 km
Pole-Position: –
Schnellste Runde: n/a
Die II British Empire Trophy fand am 1. Juli auf der Rennstrecke von Brooklands statt.

#### Grand Prix de la Marne
| Platz | Fahrer              | Team       | Zeit        |
| ----- | ------------------- | ---------- | ----------- |
| 1     | Philippe Étancelin  | Alfa Romeo | 2:45:12,4 h |
| 2     | Jean-Pierre Wimille | Alfa Romeo | + 0,2 s     |
| 3     | Raymond Sommer      | Alfa Romeo | + 3 Runden  |

Distanz: 51 × 7,826 km = 399,100 km
Pole-Position: Marcel Lehoux, Bugatti
Schnellste Runde: Tazio Nuvolari, Alfa Romeo (3:05,0 min)
Der VIII Grand Prix de la Marne wurde am 2. Juli auf dem Circuit de Reims-Gueux ausgetragen. Guy Moll wurde disqualifiziert, da Veränderungen an seinem Fahrzeug außerhalb der Boxengasse vorgenommen wurden.

#### Mannin Moar
| Platz | Fahrer            | Team       | Zeit       |
| ----- | ----------------- | ---------- | ---------- |
| 1     | Brian E. Lewis    | Alfa Romeo | 3:34:52 h  |
| 2     | Tim Rose-Richards | Bugatti    | + 2:05 min |
| 3     | George Eyston     | Alfa Romeo | + 4:05 min |

Distanz: 50 × 7,400 km = 370,000 km
Pole-Position: Brian E. Lewis, Alfa Romeo
Schnellste Runde: Brian E. Lewis, Alfa Romeo (4:10,0 min)
Die I Mannin Moar wurde am 14. Juli auf dem Douglas Circuit in Douglas auf der Isle of Man ausgetragen.

#### Grand Prix de Dieppe
| Platz | Fahrer               | Team    | Zeit |
| ----- | -------------------- | ------- | ---- |
| 1     | Marcel Lehoux        | Bugatti | n/a  |
| 2     | René Dreyfus         | Bugatti | n/a  |
| 3     | Stanisław Czaykowski | Bugatti | n/a  |

Distanz: 48 × 8,050 km = 387,700 km (3 Stunden)
Pole-Position: W. Williams, Bugatti
Schnellste Runde: Marcel Lehoux, Bugatti (3:42,0 min)
Der V Grand Prix de Dieppe wurde am 15. Juli auf dem Circuit de Dieppe nahe der französischen Stadt Dieppe ausgetragen.

#### Coppa Ciano
| Platz | Fahrer           | Team       | Zeit         |
| ----- | ---------------- | ---------- | ------------ |
| 1     | Tazio Nuvolari   | Maserati   | 2:45:08,4 h  |
| 2     | Antonio Brivio   | Alfa Romeo | + 8:11,4 min |
| 3     | Giuseppe Campari | Maserati   | + 9:00,0 min |

Distanz: 12 × 20,000 km = 240,000 km (< 1100 cm³), 8 × 20,000 km = 160,000 km (> 1100 cm³)
Pole-Position: Secondo Corsi, Maserati
Schnellste Runde: Tazio Nuvolari, Maserati (13:27,8 min)
Die VII Coppa Ciano fand am 30. Juli auf dem 20 km langen Circuito di Montenero in der italienischen Stadt Livorno statt.
Das Rennen wurde mit Wagen über 1100 cm³ und unter 1100 cm³ in zwei Kategorien gewertet. Den Sieg unter 1100 cm³ holte Nando Barbieri vor Guido Landi und Giuseppe Furmanik (alle Maserati).

#### Großer Preis von Schweden
| Platz | Fahrer           | Team       | Zeit        |
| ----- | ---------------- | ---------- | ----------- |
| 1     | Antonio Brivio   | Alfa Romeo | 2:51:55 h   |
| 2     | Whitney Straight | Alfa Romeo | + 2:48 min  |
| 3     | Eugen Bjørnstad  | Alfa Romeo | + 11:30 min |

Distanz: 12 × 29,700 km = 356,400 km

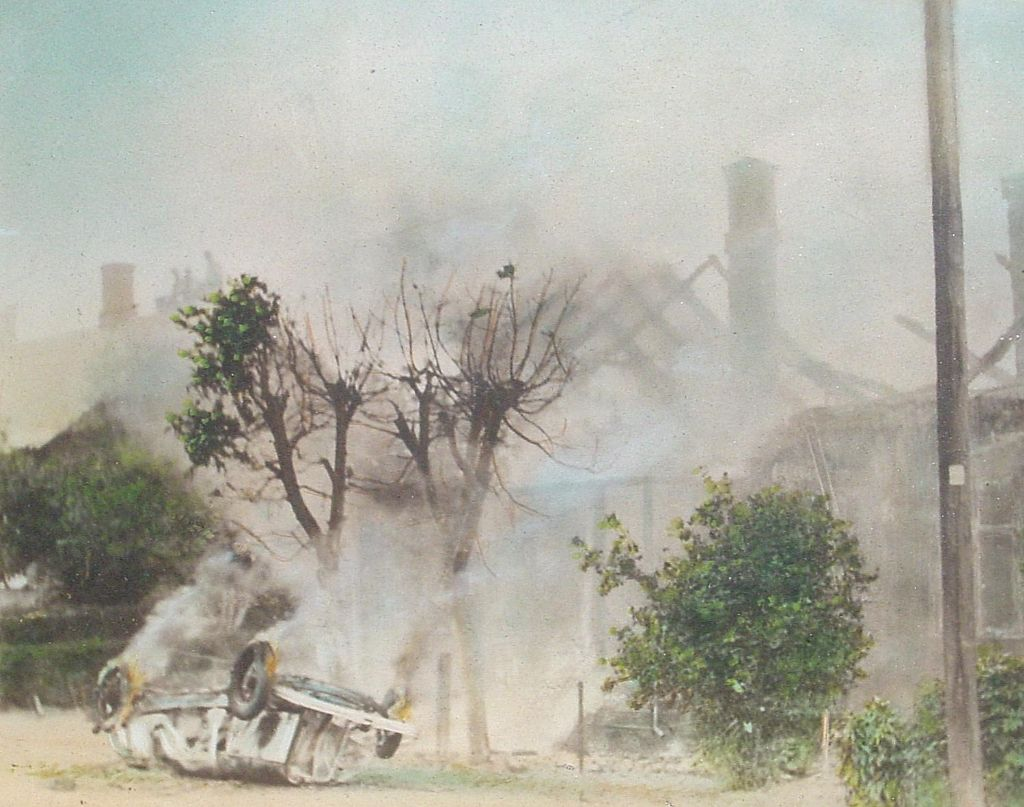
Der umgestürzte Wagen von Sven Olof Bennström

Pole-Position: Börje Dahlin, Mercedes-Benz
Schnellste Runde: Antonio Brivio, Alfa Romeo (~13:51 min)
Der I Sveriges Sommar Grand Prix fand am 6. August auf der Rennstrecke von Norra Vram in Südschweden statt. Überschattet wurde das Rennen durch einen schweren Unfall in der ersten Runde, bei dem sieben Fahrzeuge ausschieden. Zwei Fahrer wurden in diesem Unfall schwer verletzt sowie ein Mechaniker tödlich.
Der genaue Unfallhergang kann nicht mehr einwandfrei rekonstruiert werden. Es wird davon ausgegangen, dass etwa vier Kilometer nach dem Start die Fahrzeuge der beiden führenden Piloten, Börje Dahlin und Sven Olof Bennström, zu schnell in die dortige Kurve einbogen. Dabei verloren die Fahrzeuge die Haftung und drehten sich von der Strecke. Dahlins Mechaniker, Erik Lafrenz, wollte laut Zeugenaussagen schnell zu Dahlins Mercedes-Benz SSK, wurde von Bennströms Ford überrollt und blieb tödlich verletzt mitten auf der Straße liegen. Bennström selbst überschlug sich bei dem Ausweichmanöver, wurde aus dem Auto geworfen und zog sich schwere Kopfverletzungen zu. Der Ford blieb kopfüber neben der Strecke nahe einem dort stehenden Haus liegen. Dahlins Mercedes-Benz selbst schoss über die Strecke hinaus und raste in ebendieses Haus. Austretendes Benzin aus dem verunglückten Ford entzündete sich, und das Feuer griff kurze Zeit später auf das Haus über. Der Finne Asser Wallenius versuchte der Karambolage auszuweichen, kam von der Strecke ab und überschlug sich. Wallenius wurde aus dem Fahrzeug geworfen und brach sich eine Hand und verletzte sich schwer am Rücken.
Nach knapp drei Stunden gewann Antonio Brivio das tragische Rennen.

#### Grand Prix de Nice
| Platz | Fahrer         | Team       | Zeit         |
| ----- | -------------- | ---------- | ------------ |
| 1     | Tazio Nuvolari | Maserati   | 2:56:17,6 h  |
| 2     | René Dreyfus   | Bugatti    | + 1:29,6 min |
| 3     | Guy Moll       | Alfa Romeo | + 1 Runde    |

Distanz: 95 × 3,214 km = 305,300 km
Pole-Position: Tazio Nuvolari, Maserati
Schnellste Runde: Tazio Nuvolari, Maserati (1:47,0 min)
Der II Grand Prix de Nice wurde am 6. August auf dem Circuit de la Promenade des Anglais im französischen Nizza ausgetragen.

#### Grand Prix de La Baule
| Platz | Fahrer           | Team    | Zeit         |
| ----- | ---------------- | ------- | ------------ |
| 1     | W. Williams      | Bugatti | 1:25:14,2 h  |
| 2     | Marcel Lehoux    | Bugatti | + 31,8 s     |
| 3     | Benoît Falchetto | Bugatti | + 3:52,8 min |

Distanz: 68 × 3,000 km = 204,000 km
Pole-Position: n/a
Schnellste Runde: W. Williams, Bugatti (n/a)
Der IX Grand Prix de La Baule wurde am 13. August auf dem Aerodrome Escoublac La Boule im französischen La Baule-Escoublac ausgetragen.
Am Start waren sowohl Wagen mit 2000 cm³ als auch solche, die für die Formula Libre konstruiert waren.

#### Coppa Acerbo
| Platz | Fahrer         | Team       | Zeit         |
| ----- | -------------- | ---------- | ------------ |
| 1     | Luigi Fagioli  | Alfa Romeo | 2:09:09,6 h  |
| 2     | Tazio Nuvolari | Maserati   | + 2:26,0 min |
| 3     | Piero Taruffi  | Maserati   | + 2:29,2 min |

Distanz: 12 × 25,554 km = 306,648 km
Pole-Position: Giuseppe Campari, Alfa Romeo
Schnellste Runde: Tazio Nuvolari, Maserati (10:31,8 min)
Am 15. August war der Circuito di Pescara Austragungsort für die IX Coppa Acerbo.
In der zehnten Runde traf ein Vogel den Kopf des französischen Bugatti-Piloten René Dreyfus. Stark benommen konnte er seinen Wagen aber noch zum Stehen bringen.

#### Grand Prix du Comminges
| Platz | Fahrer              | Team       | Zeit         |
| ----- | ------------------- | ---------- | ------------ |
| 1     | Luigi Fagioli       | Alfa Romeo | 2:41:01,4 h  |
| 2     | Jean-Pierre Wimille | Alfa Romeo | + 1:52,6 min |
| 3     | Guy Moll            | Alfa Romeo | + 4:36,6 min |

Distanz: 35 × 11,005 km = 385,175 km
Pole-Position: Jean-Pierre Wimille, Alfa Romeo
Schnellste Runde: Luigi Fagioli, Alfa Romeo (4:29,0 min)
Der IX Grand Prix du Comminges wurde am 20. August auf dem Circuit du Comminges abgehalten.

#### Großer Preis von Marseille
| Platz | Fahrer        | Team       | Zeit         |
| ----- | ------------- | ---------- | ------------ |
| 1     | Louis Chiron  | Alfa Romeo | 2:49:15,2 h  |
| 2     | Luigi Fagioli | Alfa Romeo | + 1:10,8 min |
| 3     | Guy Moll      | Alfa Romeo | + 2 Runden   |

Distanz: 100 × 5,049 km = 504,900 km
Pole-Position: Tazio Nuvolari, Maserati
Schnellste Runde: Tazio Nuvolari und Goffredo Zehender, beide Maserati (1:32 min)
Der II Grand Prix de Marseille fand am 27. August auf dem Circuit de Miramas unweit von Marseille statt.
Überschattet wurde der Grand Prix vom schweren Unfall des 26-jährigen Schweizers Baron Horst von Waldthausen. In einer schnellen Kurve platzte ein Reifen seines Alfa Romeos. Der Wagen überschlug sich, von Waldthausen wurde aus dem Cockpit geworfen und zog sich schwere Verletzungen an den Beinen und Schultern zu. Horst von Waldthausen starb später im Krankenhaus an inneren Verletzungen.

#### Grand Prix d’Albi
| Platz | Fahrer           | Team     | Zeit        |
| ----- | ---------------- | -------- | ----------- |
| 1     | Louis Braillard  | Bugatti  | 1:25:19,6 h |
| 2     | Whitney Straight | Maserati | + 5,4 s     |
| 3     | Benoît Falchetto | Bugatti  | + 48,4 s    |

Distanz: 22 × 9,335 km = 205,370 km
Pole-Position: Whitney Straight, Maserati
Schnellste Runde: Whitney Straight, Maserati (3:44 min)
Der I Grand Prix d’Albi fand am 27. August auf dem Circuit des Planques statt.

#### Gran Premio di Monza
| Platz | Fahrer         | Team       | Zeit        |
| ----- | -------------- | ---------- | ----------- |
| 1     | Marcel Lehoux  | Bugatti    | 21:17,0 min |
| 2     | Guy Moll       | Alfa Romeo | + 3,2 s     |
| 3     | Felice Bonetto | Alfa Romeo | + 11,2 s    |

Distanz: 14 × 4,500 km = 63,000 km (Qualifikation); 14 × 4,500 km = 63,000 km (Rennen, geplant: 22 Runden)
Pole-Position: Whitney Straight, Maserati
Schnellste Runde: Pietro Ghersi, Alfa Romeo (1:26,2)
Der VI Gran Premio di Monza fand am 10. September auf dem Autodromo Nazionale Monza statt. Dieses Rennen ging mit drei tödlichen Unfällen als „Schwarzer Tag von Monza“ in die Geschichte ein.
Im dritten Qualifikationsrennen kam es zu einem Unfall zwischen Giuseppe Campari und Baconin Borzacchini. Campari geriet auf einem Ölfleck ins Schleudern und schlug in die Streckenbegrenzung ein. Der ihm folgende Borzacchini konnte dem Wrack nicht mehr ausweichen. Beide Fahrer starben noch an der Unfallstelle. Das Rennen wurde abgebrochen und nach den Aufräumarbeiten neu gestartet. Erneut gab es einen fatalen Unfall, dem der polnische Rennfahrer Stanisław Czaykowski zum Opfer fiel.

#### Masaryk Grand Prix
| Platz | Fahrer              | Team       | Zeit         |
| ----- | ------------------- | ---------- | ------------ |
| 1     | Louis Chiron        | Alfa Romeo | 4:50:22,8 h  |
| 2     | Luigi Fagioli       | Alfa Romeo | + 4:38,0 min |
| 3     | Jean-Pierre Wimille | Alfa Romeo | + 9:36,2 min |

Distanz: 17 × 29,142 km = 495,400 km
Pole-Position: Louis Chiron, Alfa Romeo
Schnellste Runde: Luigi Fagioli, Alfa Romeo (15:21 min)
Der IV Masarykuv Okruh fand am 17. September auf dem Masaryk-Ring nahe Brünn statt. Louis Chiron konnte dieses Rennen zum dritten Male hintereinander gewinnen.

#### Donington Park Trophy
| Platz | Fahrer         | Team    | Zeit        |
| ----- | -------------- | ------- | ----------- |
| 1     | Earl Howe      | Bugatti | 43:06,0 min |
| 2     | Lindsay Eccles | Bugatti | + 45,0 s    |

Distanz: 20 × 3,518 km = 70,350 km
Pole-Position: „T.A.S.O.“ Mathieson, Bugatti
Schnellste Runde: Earl Howe, Bugatti (2:06,6 min)
Die I Donington Park Trophy fand am 7. Oktober im Donington Park statt.
Es waren von nur acht gemeldeten Fahrern lediglich drei am Start, von denen auch nur zwei ins Ziel kamen.

#### Mountain Championship
| Platz | Fahrer           | Team       | Zeit       |
| ----- | ---------------- | ---------- | ---------- |
| 1     | Whitney Straight | Maserati   | 9:31,2 min |
| 2     | Piero Taruffi    | Bugatti    | + 2,8 s    |
| 3     | Brian E. Lewis   | Alfa Romeo | + 12,2 s   |

Distanz: 10 × 1,883 km = 18,830 km
Pole-Position: –
Schnellste Runde: Whitney Straight, Maserati und Piero Taruffi, Bugatti (2:06,6 min)
Die III Mountain Championship fand am 21. Oktober in Brooklands statt.

### Winter-Grands-Prix

#### Großer Preis von Schweden
| Platz | Fahrer                | Team       | Zeit          |
| ----- | --------------------- | ---------- | ------------- |
| 1     | Per Viktor Widengren  | Alfa Romeo | 4:27:32,0 h   |
| 2     | Carl-Gustaf Johansson | Alfa Romeo | + 4:15,2 min  |
| 3     | Sven Olof Bennström   | Ford       | + 12:52,9 min |

Distanz: 8 × 46,250 km + 1,050 km Startgerade = 371,950 km
Pole-Position: Karl-Gustav Sundstedt, Bugatti
Schnellste Runde: Per Viktor Widengren, Alfa Romeo (30:49,3 min)
Der III Sveriges Vinter Grand Prix fand am 26. Februar im schwedischen Rämen statt.

#### Svenska Isloppet
| Platz | Fahrer          | Team       | Zeit         |
| ----- | --------------- | ---------- | ------------ |
| 1     | Paul Pietsch    | Alfa Romeo | 28:49,2 min  |
| 2     | Herbert Wimmer  | Bugatti    | + 1:03,2 min |
| 3     | Eugen Bjørnstad | Alfa Romeo | + 2:21,6 min |

Distanz: 10 × 5,200 km = 52,000 km (2 Durchgänge in Addition)
Pole-Position: Tore Wistedt, MG (1. Durchg.); Axel Karlsson, Buick (2. Durchg.)
Schnellste Runde: Paul Pietsch, Alfa Romeo (2:48,0 min)
Das III Svenska Isloppet fand am 5. März im schwedischen Hemfjärden statt.

## Verweise